# Murina harrisoni

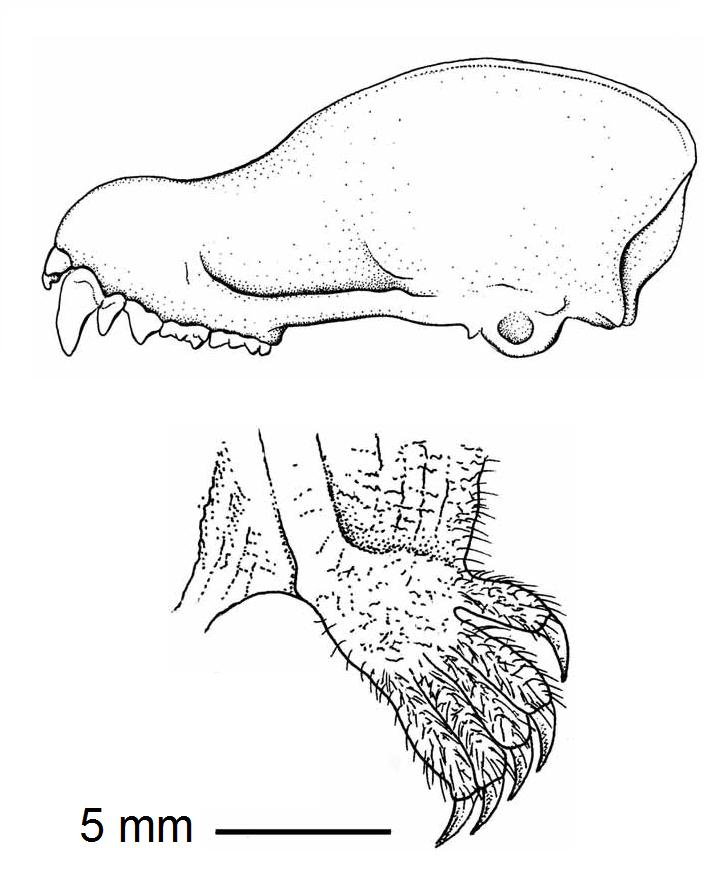
Rappresentazione del cranio e del piede di M.harrisoni

Murina harrisoni  (Csorba & Bates, 2005) è un pipistrello della famiglia dei Vespertilionidi diffuso in Indocina.

## Descrizione

### Dimensioni
Pipistrello di piccole dimensioni, con la lunghezza della testa e del corpo tra 38,9 e 51,1 mm, la lunghezza dell'avambraccio tra 34 e 40,1 mm, la lunghezza della coda tra 35,8 e 45,5 mm, la lunghezza del piede tra 7,4 e 10,2 mm, la lunghezza delle orecchie tra 13,5 e 18,8 mm e un peso fino a 10,5 g.

### Aspetto
Il colore del dorso è bruno-rossastro, mentre le parti ventrali, compresa la gola sono interamente bianche. Il muso è stretto, allungato, con le narici protuberanti e tubulari. Gli occhi sono molto piccoli. Le orecchie sono arrotondate e ben separate tra loro, il trago è lungo, sottile e leggermente rivolto all'indietro. Le membrane alari sono attaccate posteriormente alla base del primo dito del piede. La punta della lunga coda si estende leggermente oltre l'ampio uropatagio, il quale è dorsalmente ricoperto di peli bruno-rossastri. Il cariotipo è 2n=44 FN=50.

### Ecolocazione
Emette ultrasuoni sotto forma di impulsi di breve durata a frequenza modulata iniziale di 145–150 kHz e finale di 49–50 kHz.

## Distribuzione e habitat
Questa specie è diffusa nel Myanmar orientale, Thailandia e Laos settentrionali, Vietnam, Cambogia meridionale ed orientale e sull'isola di Hainan.
Vive nelle foreste semi-sempreverdi a galleria e in quelle pluviali dell'isola di Hainan fino a 550 metri di altitudine. Si trova vicino ai corsi d'acqua.

## Conservazione
La IUCN Red List, considerato che questa specie è stata scoperta solo recentemente e ci sono poche informazioni circa il suo areale e lo stato della popolazione, classifica M.harrisoni come specie con dati insufficienti (DD).